# Medalla de la defensa de Leningrad
La Medalla per la Defensa de Leningrad (Rus: Медаль «За оборону Ленинграда» - Transliterat: Medal "Za oboronu Leningrada") és una medalla de la Guerra Defensiva de la Gran Guerra Patriòtica, creada el 22 de desembre de 1942 per Stalin i atorgada a tots els soldats de l'Exèrcit Soviètic, Marina, Tropes del Ministeri d'Interior (MVD) i Civils que van participar en la defensa de Leningrad durant el setge dels 900 dies (del 8 de setembre de 1941 al 27 de gener de 1944).
Leningrad va rebre el títol de "Ciutat heroica" l'1 de maig de 1945 (les altres són Odessa, Stalingrad, Sebastòpol, Kíev, Moscou, la Fortalesa de Brest, Kertx, Novorossisk, Minsk, Tula, Múrmansk i Smolensk)
Va ser atorgada sobre unes 1.496.000 vegades.

## Disseny
És una medalla de coure de 32 mm amb la torre del Kremlin coronada per una estrella al mig. Al davant, avancen un soldat, un mariner, un civil i una mare (simbolitzant que tots els membres de la societat civil i militar estan inmersos en la batalla). A la part superior apareix la llegenda "ЗА ОБОРОНУ ЛЕНИНГРАДА" (Per la Defensa de Leningrad). Al revers apareix la inscripció "ЗА НАШУ СОВЕТСКУЮ РОДИНУ" (Per la nostra terra Nativa Soviètica) a sota de la falç i el martell.
Es suspèn sobre un galó pentagonal verd clar amb una franja central de 2mm verd fosc.